# Aëtus
Aëtus (łac. Dioecesis Aëtensis) – stolica historycznej diecezji w Cesarstwie Rzymskim (prowincja Epirus), współcześnie w Grecji. Od 1933 katolickie biskupstwo tytularne (wakujące od 1966).

## Biskupi tytularni
| Lp. | Biskup                          | Funkcja                                       | Od                   | Do                   |
| --- | ------------------------------- | --------------------------------------------- | -------------------- | -------------------- |
| 1   | Johannes Willem Maria Bluijssen | biskup pomocniczy ’s-Hertogenbosch (Holandia) | 28 października 1961 | 11 października 1966 |